# Cerasuolo di Vittoria
Cerasuolo di Vittoria is een Italiaanse rode wijn uit het zuiden van Sicilië. 

## Kwaliteitsaanduiding
Het is de eerste en tot nu toe enige wijn uit Sicilië die de DOCG status kreeg. De wijn ontving deze status in 2005. 

## Toegestane druivensoorten
De wijn bestaat uit 50-70% Nero d'Avola en 30-50% Frappato. 

## Productiegebied
Het productiegebied omvat verschillende gemeenten, vijf in de provincie Ragusa, twee in de provincie Caltanissetta en twee in de provincie Catania. 

## Productie eisen
Er worden per wijngaard minimaal 4000 wijnstokken per hectare aangeplant. De wijn van een wijngaard mag pas na het derde jaar van de productie de DOCG status voeren. De maximale productie mag niet meer bedragen dan 7 ton per hectare. Het maximale rendement van druiven in wijn mag niet hoger zijn dan 65%. Als de opbrengst hoger is, maar niet hoger dan 70% dan mag de overmaat de DOCG status niet voeren. De opbrengst mag niet meer bedragen dan 52 hectoliter per hectare. De wijn kent een rijping op fles van minimaal 3 maanden. De classico versie kent minimaal een opvoeding op fles van 8 maanden.

## Soorten

### Cerasuolo di Vittoria
- Kleur: kersrood tot paarsrood
- Geur: fruitige floral
- Smaak: droog, vol, zachte, harmonisch
- Minimum alcohollpercentage: 13%
- Minimale totaal gehalte aan zuren 5 g/l

### Cerasuolo di Vittoria classico
- Kleur: kersrood neigend naar granaatrood
- Geur: kersen en tonen van o.a. chocolade, leer, tabak
- Smaak: droog, vol, zachte, harmonisch
- Minimum alcohollpercentage: 13%
- Minimale totaal gehalte aan zuren 5 g/l